# Alexandru Sătmăreanu
Alexandru Sătmăreanu lub Alexander Szatmari (ur. 9 marca 1952 w Oradei) – rumuński piłkarz grający na pozycji obrońcy. W swojej karierze rozegrał 30 meczów w reprezentacji Rumunii.

## Kariera klubowa
Swoją karierę piłkarską Sătmăreanu rozpoczął w klubie Crișul Oradea. W 1969 roku awansował do kadry pierwszej drużyny. 21 września 1969 roku zadebiutował w pierwszej lidze rumuńskiej w wygranym 2:1 wyjazdowym meczu z ASA Târgu Mureș. W sezonie 1969/1970 spadł z Crișulem do drugiej ligi.
W 1971 roku Sătmăreanu przeszedł do Dinama Bukareszt. Wraz z Dinamem wywalczył trzy tytuły mistrza Rumunii w sezonach 1972/1973, 1974/1975 i 1976/1977. W zespole Dinama występował do końca sezonu 1979/1980.
W 1980 roku Sătmăreanu został zawodnikiem VfB Stuttgart. W Bundeslidze swój debiut zanotował 17 stycznia 1981 w wygranym 2:1 wyjazdowym mezu z 1. FC Nürnberg. W Stuttgarcie grał przez dwa lata.
W latach 1982–1983 Sătmăreanu grał w Fort Lauderdale Strikers, w latach 1984–1985 w FSV Salmrohr, w którym zakończył swoją karierę.
| Sezon   | Klub                     | Kraj              | Rozgrywki  | Mecze | Bramki |
| ------- | ------------------------ | ----------------- | ---------- | ----- | ------ |
| 1969/70 | Crișul Oradea            | Rumunia           | Divizia A  | 17    | 1      |
| 1970/71 | Crișul Oradea            | Rumunia           | Divizia B  | 29    | 7      |
| 1971/72 | Dinamo Bukareszt         | Rumunia           | Divizia A  | 16    | 1      |
| 1972/73 | Dinamo Bukareszt         | Rumunia           | Divizia A  | 16    | 0      |
| 1973/74 | Dinamo Bukareszt         | Rumunia           | Divizia A  | 28    | 0      |
| 1974/75 | Dinamo Bukareszt         | Rumunia           | Divizia A  | 29    | 3      |
| 1975/76 | Dinamo Bukareszt         | Rumunia           | Divizia A  | 20    | 5      |
| 1976/77 | Dinamo Bukareszt         | Rumunia           | Divizia A  | 34    | 5      |
| 1977/78 | Dinamo Bukareszt         | Rumunia           | Divizia A  | 30    | 1      |
| 1978/79 | Dinamo Bukareszt         | Rumunia           | Divizia A  | 20    | 2      |
| 1979/80 | Dinamo Bukareszt         | Rumunia           | Divizia A  | 13    | 0      |
| 1980/81 | VfB Stuttgart            | RFN               | Bundesliga | 12    | 2      |
| 1981/82 | VfB Stuttgart            | RFN               | Bundesliga | 20    | 1      |
| 1982    | Fort Lauderdale Strikers | Stany Zjednoczone | NASL       | 29    | 0      |
| 1983    | Fort Lauderdale Strikers | Stany Zjednoczone | NASL       | 6     | 0      |

## Kariera reprezentacyjna
W reprezentacji Rumunii Sătmăreanu zadebiutował 23 lipca 1974 roku w wygranym 4:1 towarzyskim meczu z Japonią, rozegranym w Konstancy. W swojej karierze grał w: eliminacjach do Euro 76 i eliminacjach do MŚ 1978. Od 1974 do 1978 roku rozegrał w kadrze narodowej 30 meczów.